# Giro della Provincia di Reggio Calabria 1988
Il Giro della Provincia di Reggio Calabria 1988, quarantanovesima edizione della corsa, si svolse il 7 aprile 1988 su un percorso di 246,7 km, con arrivo a Reggio Calabria. La vittoria fu appannaggio dell'italiano Moreno Argentin, che completò il percorso in 6h57'06", alla media di 35,488 km/h, precedendo i connazionali Gianni Bugno ed Emanuele Bombini.

## Ordine d'arrivo (Top 10)
| Pos. | Corridore                | Squadra                        | Tempo    |
| ---- | ------------------------ | ------------------------------ | -------- |
| 1    | Moreno Argentin          | Gewiss-Bianchi                 | 6h57'06" |
| 2    | Gianni Bugno             | Chateau d'Ax                   | s.t.     |
| 3    | Emanuele Bombini         | Gewiss-Bianchi                 | a 0'02"  |
| 4    | Renato Piccolo           | Gewiss-Bianchi                 | a 0'12"  |
| 5    | Giovanni Strazzer        | Malvor-Bottecchia-Sidi         | s.t.     |
| 6    | Giuseppe Petito          | Gis Gelati-Ecoflam-Jollyscarpe | s.t.     |
| 7    | Mario Chiesa             | Carrera-Vagabond               | s.t.     |
| 8    | Gianbattista Baronchelli | Pepsi Cola-Fanini              | s.t.     |
| 9    | Franco Vona              | Chateau d'Ax                   | s.t.     |
| 10   | Rodolfo Massi            | Alba Cucine-Benotto-Sidermec   | s.t.     |